# Famille Saindon
Pour les articles homonymes, voir Saindon.
Tous les Saindon d'Amérique du Nord descendent de Michel Saindon, notaire royal né en Bretagne, et de Marie-Yves Godin dit Bellefontaine, acadienne.
Cet article décrit les origines de Michel Saindon en Bretagne, sa venue en Acadie où il épouse Marie-Yves Godin, leur fuite vers le Québec lors de la Déportation des Acadiens. Il décrit aussi la dissémination des Saindon en Amérique du Nord tant au Canada qu'aux États-Unis.
L'association des Saindon d'Amérique du Nord estime qu'il y a plus de 7 500 descendants en Amérique du Nord. On les trouve surtout sous le patronyme Saindon, mais aussi Sindon, Cindon et St-Don entre autres.

## Michel Saindon et Marie-Yves Godin
Le couple a eu 9 enfants ; 5 filles : Françoise, Marie, Angélique, Marie-Ursule et Madeleine ; 4 garçons : Louis, Pierre, Charles et Jean.

### Michel Saindon

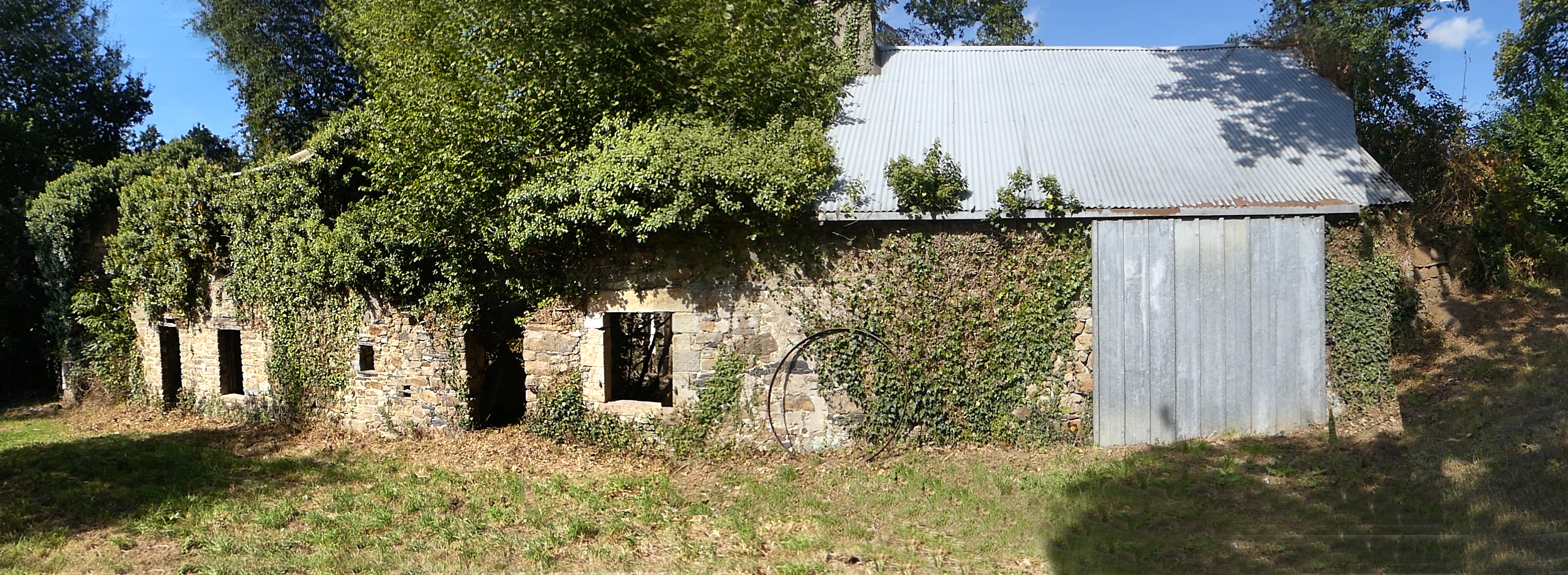
Maison de Pierre Saindon et de Marie Marquer à St-Méen, Bretagne

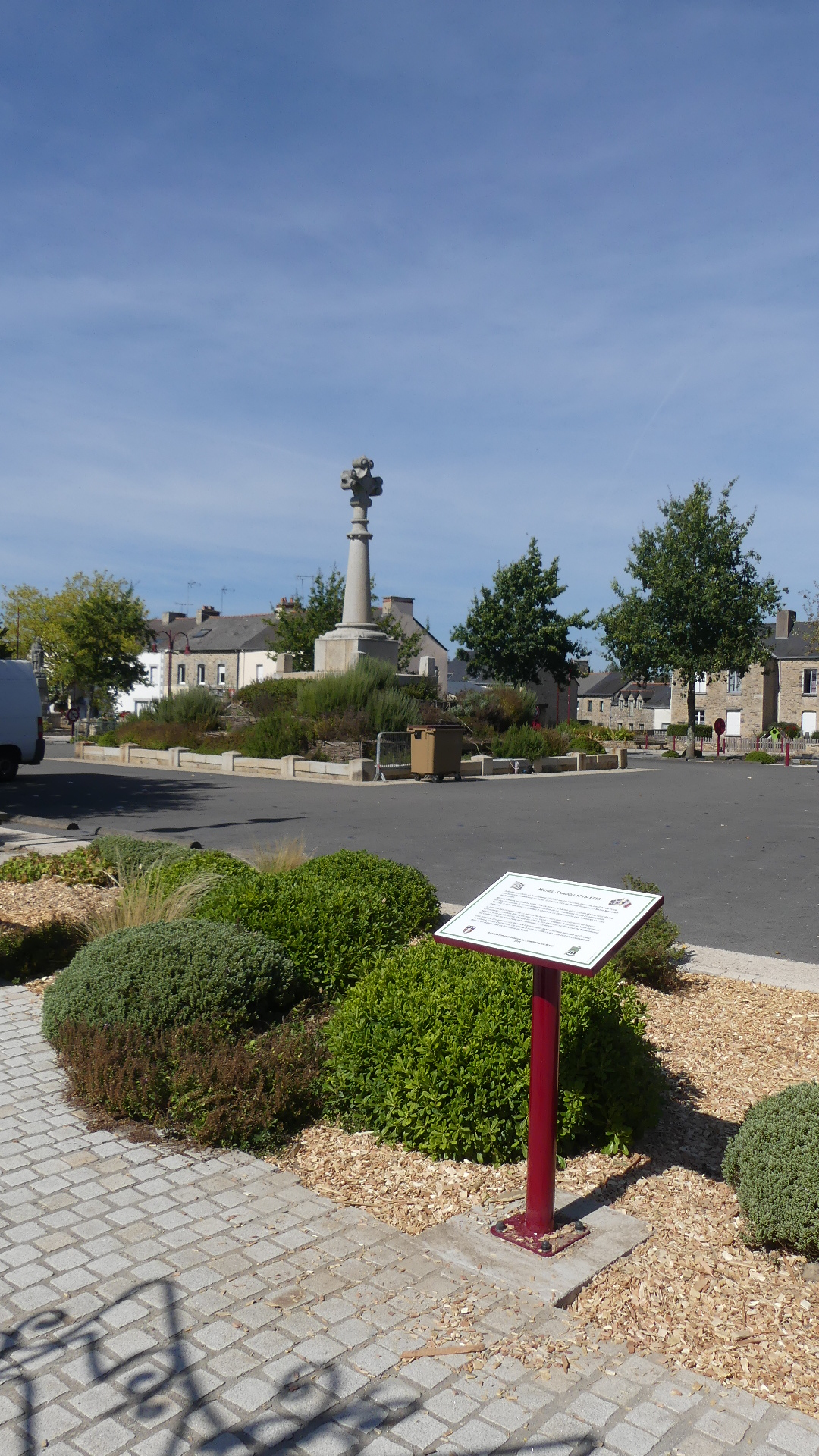
Panneau commémorant le baptême de Michel Saindon le 2 décembre 1715 à Bains-sur-Oust, Bretagne

Michel Saindon (1715 - 1780) est baptisé le 2 décembre 1715 à Bains-sur-Oust près de Redon en Bretagne. Son père se nommait Pierre et sa mère Marie Marquer. Pierre était laboureur.
Il aurait quitté la France vers 1736 pour l'Amérique du Nord, plus précisément l'Acadie. Il épouse Marie-Yves Godin, née en Acadie, cette même année
Michel signe comme témoin le 3 septembre 1736 au mariage de Claude-Antoine-Duplessis, maître-chirurgien, et Catherine Lejeune à Grand-Pré (Nouvelle-Écosse). C'est le premier signe de sa présence en Amérique.
Lors du recensement de 1739 du Père Daniélou, on le trouve à Pointe Sainte-Anne de la Rivière St-Jean (près du Frédéricton d'aujourd'hui) marié à Marie-Yves Godin dit Bellefontaine. Il y vivra plus de 25 ans et y élèvera sa famille (neuf enfants). Le 23 septembre 1751 il est nommé arpenteur par l'intendant François Bigot.

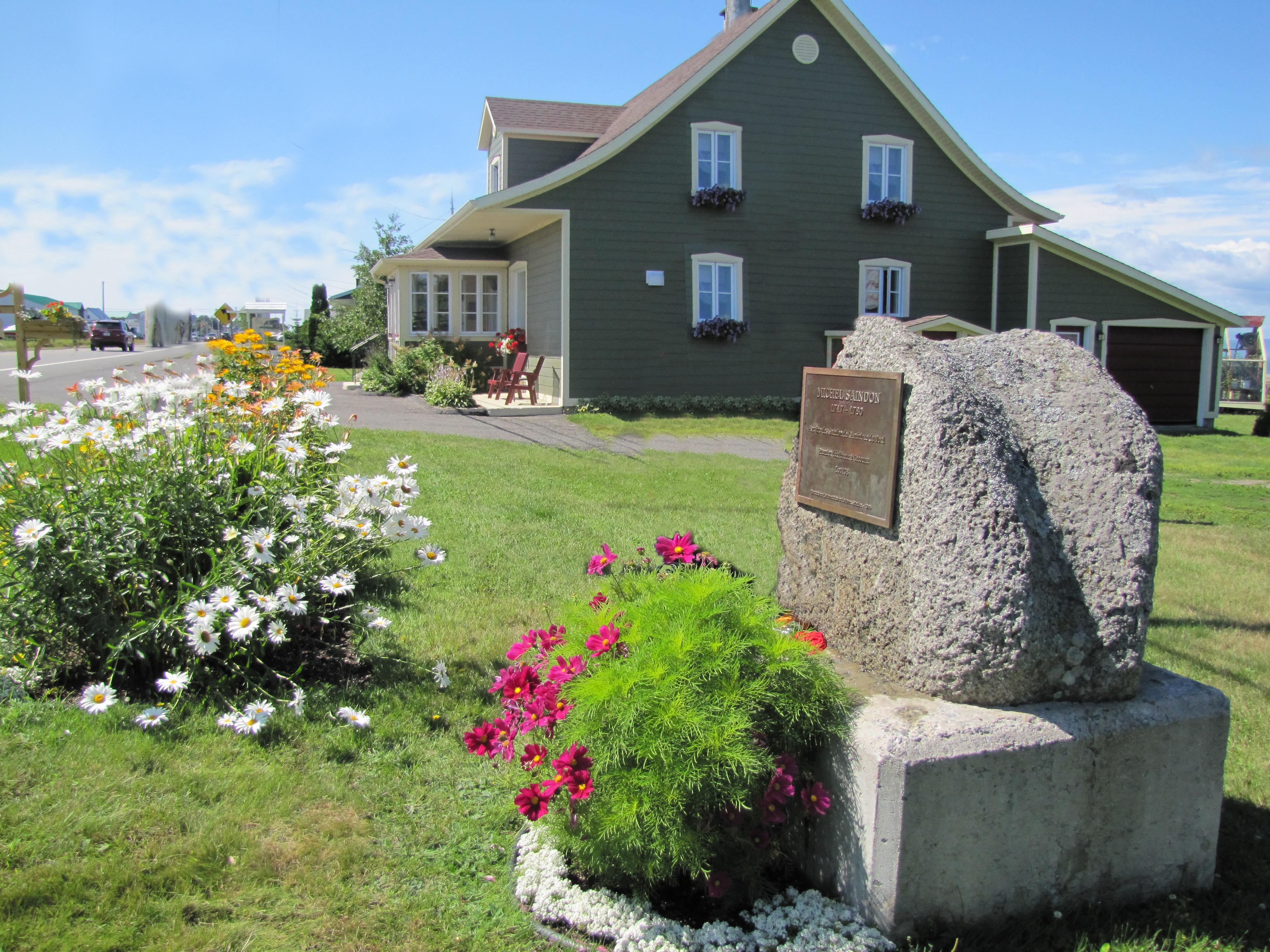
Monument installé sur le lot du pionnier Michel Saindon à Cacouna, QC, Canada. À l'arrière, la maison ancestrale rénovée.

Dépossédé de ses biens lors du Grand dérangement, il devra s'enfuir de cette région avec les Bergeron, les Godin et autres. Après un voyage de plusieurs semaines il arrivera vers le 20 juillet 1764 dans la région de l'Islet-du-Portage. Le 7 août 1765 il fait l'acquisition du premier lot à défricher (56.57.58) et son fils Louis (59) fait de même le 14. C'est ainsi que Michel Saindon est l'un des pionniers de la région de Cacouna et de L'Isle-Verte.
Nommé notaire royal en 1769 par le gouverneur Guy Carleton, il rédigera près de 600 actes.
Il décède en 1780 et est enseveli au Berceau de Kamouraska,.

### Marie-Yves Godin dit Bellefontaine (1709? - 1795)
On en connaît peu à son sujet car, née en Acadie, son acte de naissance reste introuvable. On croit qu'elle serait née vers 1709. Elle était la fille cadette de Gabriel Godin et d'Angélique Jeannes,. 
Le père de Gabriel, Pierre, originaire de Châtillon-sur-Seine en France, était venu au Québec lors de la Grande Recrue organisée par Maisonneuve en 1653. Charpentier de métier, Pierre Gaudin (Godin) reçut une concession de Paul Chomedey de Maisonneuve à Ville-Marie (Montréal) et une somme de 600 livres. Il se maria à Jeanne Rousselière le 13 octobre 1654. De cette union naîtront  9 enfants dont Gabriel Gaudin, père de Marie-Yves, né en juillet 1661. Plusieurs années plus tard, après un court séjour à Québec, la famille déménagea à Port-Royal et Gabriel s'établit ensuite à la Rivière St-Jean sur un fief qui lui fut octroyé par le gouverneur, Joseph Robineau de Villebon, vers 1690. C'est à partir de ce moment qu'il s'attribua le surnom de Bellefontaine.
Elle décède le 1er avril 1795 et ensevelie le 2 au cimetière de L'Isle-Verte.

## Dissémination des Saindon en Amérique du Nord

### Au Québec
De Cacouna et de L'Isle-Verte, graduellement les Saindon s'établissent dans les paroisses avoisinantes en particulier à St-Arsène et à St-Modeste.
Vers 1850 parce que les terres qui ont été subdivisées plusieurs fois deviennent trop petites pour supporter une famille, à cause de la révolution industrielle qui attire les jeunes vers les grandes villes et le développement de nouvelles régions pouvant être colonisées, comme les autres Québécois, les Saindon se dirigent vers d'autres régions du Québec : St-Étienne-de-Lauzon , Bécancour, les Laurentides et l'Abitibi.

### Au Canada
Certains s'établissent dans d'autres régions du Canada notamment au Manitoba qui compte plus d'une centaine de descendants de Michel Saindon.
Une lignée s'établit en Ontario dans la région de Moose Creek. À leur retour au Québec 30 ans plus tard, il se nomment maintenant « Sindon, » au lieu de « Saindon ».

### Aux États-Unis
Toujours pour les mêmes raisons, des Saindon s'établissent en Nouvelle-Angleterre où ils sont employés dans les filatures (« factries ») de coton.
Beaucoup s'installent dans le mid-ouest en particulier au Kansas. Ils se dirigeront plus tard au Colorado et en Californie.

### Nombre des descendants
À partir des inscriptions sous le patronyme Saindon des bottins téléphoniques de Whitepages,  l'Association des Saindon de l'Amérique du Nord estime que Michel et Marie-Yves ont plus de 7 500 descendants. On retrouve aussi des Saindon sous les patronymes Sindon, Cindon, et St-Don entre autres.